# Caronte & Tourist
Caronte & Tourist S.p.A ist eine italienische Reederei mit Sitz in Messina, Sizilien. Sie betreibt hauptsächlich die Routen über die Straße von Messina zwischen Messina und Villa San Giovanni, wobei auch die Häfen von Tremestieri und Reggio Calabria angefahren werden.

## Geschichte
Die Reederei entstand 2003 durch den Zusammenschluss der Reedereien Caronte und Tourist Ferry Boat, die 1965 bzw. 1968 den Fährverkehr zwischen Messina auf Sizilien und Reggio Calabria bzw. Villa San Giovanni aufgenommen hatten. Caronte trat dabei in Konkurrenz zu der staatlichen italienischen Eisenbahngesellschaft Ferrovie dello Stato Italiane, die ebenfalls zwischen Messina und Reggio Calabria eine Fährverbindung betrieb.
2001 gründete Caronte das Tochterunternehmen Cartour und eröffnete eine neue Route zwischen Messina und Salerno, die insbesondere für den Lkw-Verkehr gedacht ist und zur Entlastung der Autobahn A2 im Süden Italiens beitragen soll.
Im April 2016 übernahm Caronte & Tourist durch ihr Tochterunternehmen Caronte&Tourist isole Minori die ehemals staatliche Reederei Siremar. Siremar betreibt Fährverbindungen zu kleineren Inseln in der Region Sizilien.

## Flotte (ganze Gruppe)
Aktuelle Flotte: 
| Schiff                               | Bild              | Typ               | Länge             | Baujahr           | Route                             | Anmerkung                               |
| Caronte & Tourist                    | Caronte & Tourist | Caronte & Tourist | Caronte & Tourist | Caronte & Tourist | Caronte & Tourist                 | Caronte & Tourist                       |
| ------------------------------------ | ----------------- | ----------------- | ----------------- | ----------------- | --------------------------------- | --------------------------------------- |
| Elio                                 |                   | Doppelendfähre    | 133,6 m           | 2018              | Straße von Messina                | baugleich                               |
| Pietro Mondello                      |                   | Doppelendfähre    | 133,6 m           | 2024              | Straße von Messina                | baugleich                               |
| Archimede                            |                   | Doppelendfähre    | 094,18 m          | 1988              | Straße von Messina                |                                         |
| Giano                                |                   | Doppelendfähre    | 114,98 m          | 1984              | Straße von Messina                |                                         |
| Giuseppe Franza                      |                   | Doppelendfähre    | 094,18 m          | 1992              | Straße von Messina                |                                         |
| Stretto di Messina                   |                   | Doppelendfähre    | 114,11 m          | 1988              | Straße von Messina                |                                         |
| Telepass                             |                   | Doppelendfähre    | 120 m             | 1991              | Straße von Messina                |                                         |
| Tremestieri                          |                   | Doppelendfähre    | 114,11 m          | 1993              | Straße von Messina                | aktuell bei Blu Navy                    |
| Villa San Giovanni                   |                   | Doppelendfähre    | 094,18 m          | 1980              | Straße von Messina                |                                         |
| Zancle                               |                   | Doppelendfähre    | 094,18 m          | 1993              | Straße von Messina                |                                         |
| Cartour                              |                   |                   |                   |                   |                                   |                                         |
| Cartour Delta                        |                   | RoPax-Schiff      | 186 m             | 2010              | Salerno–Messina                   |                                         |
| La Maddalena Lines                   |                   |                   |                   |                   |                                   |                                         |
| Pace                                 |                   | Doppelendfähre    | 77.74m            | 1974              | Palau–La Maddalena                |                                         |
| Caronte&Tourist isole Minori/Siremar |                   |                   |                   |                   |                                   |                                         |
| Nerea                                |                   | Autofähre         | 109.9 m           | 2022              | Milazzo–Liparische Inseln         | Shippax Award 2025 ausgezeichnet        |
| Sansovino                            |                   | Autofähre         |                   | 1989              | Porto Empedocle–Pelagische Inseln | von Adriatica di Navigazione gechartert |
| Laurana                              |                   | Autofähre         |                   | 1992              | Neapel–Äolische Inseln–Milazzo    | von Adriatica di Navigazione gechartert |
| Las Palmas                           |                   | Autofähre         |                   | 1993              |                                   |                                         |
| Paolo Veronese                       |                   | Autofähre         |                   | 1986              | Trapani–Pantelleria               |                                         |
| Pietro Novelli                       |                   | Autofähre         |                   | 1979              | Milazzo–Äolische Inseln           |                                         |
| Antonello da Messina                 |                   | Autofähre         |                   | 1988              | Milazzo–Äolische Inseln           |                                         |
| Filippo Lippi                        |                   | Autofähre         |                   | 1990              | Trapani–Ägadische Inseln          |                                         |
| Simone Martini                       |                   | Autofähre         |                   | 1986              | Trapani–Ägadische Inseln          |                                         |
| Vesta                                |                   | Autofähre         | 69,59 m           | 1981              | Palermo–Ustica                    |                                         |
| Sibilla                              |                   | Autofähre         |                   | 1979              |                                   |                                         |
| Bridge                               |                   | Doppelendfähre    | 94,18 m           |                   |                                   | baugleich                               |
| Ulisse                               |                   | Doppelendfähre    | 94,18 m           | 1978              |                                   | baugleich                               |
| Caronte                              |                   | Doppelendfähre    | 76,5 m            | 1974              |                                   | baugleich                               |
| Helga                                |                   | Doppelendfähre    | 76,5 m            | 1974              |                                   | baugleich                               |
| Isola di Stromboli                   |                   | HSC-Fähre         | 95 m              | 1999              | Milazzo–Äolische Inseln           |                                         |

## Tochterunternehme

### Caronte&Tourist isole Minori/Siremar
→ Hauptartikel: Siremar
Die 1976 gegründete Reederei Siremar gehört seit der Privatisierung 2011 zu Caronte & Tourist, wobei Liberty Lines die Tragflügelboote übernahm. Caronte&Tourist isole Minori/Siremar betreibt täglich Verbindungen zu den umliegenden Inseln Siziliens.

### Blu Navy (25%)
→ Hauptartikel: Blu Navy
Im Mai 2020 erwarb Caronte & Tourist 25 % des Aktienkapitals von Blu Navy. Blu Navy betrieb seit Gründung die Route Piombino–Portoferraio sowie zwischenzeitlich auch Santa Teresa Gallura–Bonifacio. Aktuell verfügt die Reederei über vier Schiffe, unter anderem auch die Tremestieri, welche von Caronte & Tourist gechartert ist.

### Maddalena Lines
Maddalena Lines wurde 2014, nachdem Enermar den Betrieb eingestellt hatte, gegründet und bedient seitdem die Route Palau–La Maddalena auf Sardinien mit der Doppelendfähre Pace. Inzwischen gehört Maddalena Lines vollständig Caronte & Tourist, anfangs gehörten noch 30 % des Aktienkapitals von Maddalena Lines Enermar.

## Anteilseigner
Die drei Anteilseigner von Caronte & Tourist:
- Caronte S.r.l. (35%)
- Tourist Ferry Boat S.p.A. (35%)
- Basalt Infrastructure Partners (30%)